# Krbavica (patak)
A Krbavica egy búvópatak Horvátországban, Lika területén.

## Leírása
A Krbavica a Korbavamező északnyugati szélén, a Dragaševa vrela forrásból ered, majd délkelet felé folyva 13,5 km megtétele után a Debelo Brdo falu déli határában található Vidrovac víznyelőnél bukik a föld alá. Útja során a Bunićki- és a Šalamunićki-patakok, valamint a Zelena pećine forrása táplálja.